# Великович, Лазарь Наумович
Ла́зарь Нау́мович Велико́вич (23 марта 1911, Гомель, Могилёвская губерния, Российская империя — 22 февраля 1989, Москва, СССР) — советский религиовед, специалист по католичеству. Кандидат исторических наук, доктор философских наук, профессор. Автор работ об идеологии и политике религиозных организаций (особенно католической церкви) в странах Запада, один из авторов «Атеистического словаря» и автор и редактор «Католицизм: Словарь атеиста». Ветеран Великой Отечественной войны, подполковник запаса.

## Биография
Родился 23 марта 1911 года в Гомеле в еврейской семье служащих.
В 1938 году окончил Московский институт философии, литературы и истории. В 1941 году там же защитил диссертацию на соискание учёной степени кандидата исторических наук по теме «Революция в Турции».
В апреле 1939 года вступил в ВКП(б).
Во время Великой Отечественной войны с июля 1941 года служил на Северном флоте: с 19 октября 1941 по 1 августа 1942 — старший инструктор по пропаганде Политического отдела 82 бригады морской пехоты, с августа 1942 по 11 июля 1944 года — там же начальник отдела по работе среди войск противника, а с 11 июля 1944 года — там же заместитель начальник отдела по работе среди войск противника. Окончил войну в звании майора. Одним из его командиров был Н. А. Торик. После войны до 1956 года продолжал служить в Вооружённых силах СССР, демобилизовавшись в звании подполковника.
В 1949—1956 годах преподавал в Киевском высшем военно-морском политическом училище.
В 1957—1964 годах работал в Институте философии АН СССР.
В 1967 году в Институте научного атеизма Академии общественных наук при ЦК КПСС защитил диссертацию на соискание учёной степени доктора философских наук по теме «Католицизм и социально-политические проблемы современности».
Профессор Института научного атеизма Академии общественных наук при ЦК КПСС.
Владел английским, испанским, итальянским, немецким, польским и французским языками.

## Научные труды

### Монографии
- Великович Л. Н. С крестом и атомной бомбой: (Церковь и война) / Канд. ист. наук Л. Н. Великович. — М.: Воениздат, 1960. — 99 с. (Научно-популярная библиотека).
- Великович Л. Н. Религия — идеологическое оружие империалистов / Канд. ист. наук Л. Н. Великович. — М.: Воениздат, 1961. — 106 с. (Научно-популярная библиотека).
- Великович Л. Н. Каски и сутаны: (Религия на службе западногерманских империалистов). — М.: Воениздат, 1962. — 120 с. (Научно-популярная библиотека).
- Великович Л. Н. Церковь и «народный капитализм». — М.: Издательство Академии наук СССР, 1962. — 120 с. (Научно-популярная серия/ Акад. наук СССР).
- Великович Л. Н. Церковь и социальные проблемы современности / Акад. наук СССР. Ин-т философии. — М.: Наука, 1964. — 219 с.
- Великович Л. Н. Кризис современного католицизма. — М.: Наука, 1967. — 160 с. (Научно-популярная серия/ АН СССР).
- Великович Л. Н. Религия и политика в современном капиталистическом обществе / Акад. обществ. наук при ЦК КПСС. Ин-т науч. атеизма. — М.: Мысль, 1970. — 287 с.
- Великович Л. Н. Религия и церковь в США. — М.: Наука, 1978. — 143 с. (Научно-атеистическая серия).
- Великович Л. Н. Чёрная гвардия Ватикана. — М.: Мысль, 1980. — 231 с.
- Великович Л. Н. Современный капитализм и религия. — М.: Политиздат, 1984. — 238 с.
- Великович Л. Н. Чёрная гвардия Ватикана. — 2-е изд., доп. — М.: Мысль, 1985. — 271 с.

### Брошюры
- Великович Л. Н. Церковь капиталистических стран на службе империализма / Всесоюз. о-во по рассмотрению полит. и науч. знаний. — М.: Знание, 1958. — 30 с.
- Великович Л. Н. Религия и церковь на службе империалистических агрессоров: (Материал к лекции). — М.: Знание, 1961. — 32 с. (В помощь лектору/ Всесоюз. о-во по распространению полит. и науч. знаний. Науч.-метод. совет по пропаганде науч. атеизма).
- Великович Л. Н. Церковь — идеологическая и моральная опора капитализма / Л. Н. Великович, д-р философ. наук. — М.: Знание, 1970. — 60 с.
- Великович Л. Н. Иезуиты вчера и сегодня / Л. Н. Великович, д-р филос. наук. — М.: Знание, 1972. — 64 с.
- Великович Л. Н. Левые течения в религиозных организациях капиталистических стран/ Л. Н. Великович, д-р филос. наук. — М.: Знание, 1974. — 62 с.
- Великович Л. Н. Послесоборный Ватикан / Л. Н. Великович, д-р филос. наук. — М.: Знание, 1976. — 64 с. (Новое в жизни, науке, технике. Серия «Научный атеизм». № 9).
- Великович Л. Н. Проблема свободы совести и современная идеологическая борьба. — М.: Знание, 1979. — 64 с. (Новое в жизни, науке, технике. Серия «Научный атеизм». № 3).
- Великович Л. Н. Ватикан 70-х годов : Научно-аналитический обзор / Д. филос. н. Л. Н. Великович. — М.: ИНИОН, 1980. — 55 с.
- Великович Л. Н. Католицизм в современном мире. — М.: Знание, 1981. — 64 с.
- Великович Л. Н. Ватикан и проблемы войны и мира: Разработка для использования советскими общественными организациями / Л. Н. Великович, д. ф. н., проф.; Науч. совет по исслед. пробл. мира и разоружения, Сов. фонд мира — М.: Советский фонд мира, 1981. — 31 с.
- Великович Л. Н. Критика клерикальных концепций войны и мира. — М.: Знание, 1986. — 63 с. (Новое в жизни, науке, технике. Науч. атеизм; 2).

### Статьи
- Великович Л. Н. Защитники колониализма. // Наука и жизнь. 1960. № 5. С. 59-62.
- Великович Л. Н. Новая социальная программа Ватикана // Вопросы философии. 1962. № 4.
- Великович Л. Н. Новые веяния в современном католицизме // Вопросы научного атеизма. Вып. 2. Модернизация религии в современных условиях / Акад. обществ. наук ЦК КПСС. Ин-т научного атеизма. — М.: Мысль, 1966. — С. 337—363. — 439 с. — 23 000 экз.
- Великович Л. Н. Изучение истории и современного состояния католицизма // Вопросы научного атеизма. Вып. 4. Победы научно-атеистического мировоззрения в СССР за 50 лет / Акад. обществ. наук ЦК КПСС. Ин-т научного атеизма. — М.: Мысль, 1967. — С. 326—348. — 463 с. — 22 000 экз.
- Великович Л. Н. Война и мир в оценке собора // Вопросы научного атеизма. Вып. 6. II Ватиканский собор (замыслы и итоги) / Отв. ред. А. Ф. Окулов; Акад. обществ. наук ЦК КПСС. Ин-т научного атеизма. — М.: Мысль, 1968. — С. 307—325. — 436 с. — 20 000 экз.
- Великович Л. Н. Религия и современная идеологическая борьба // Вопросы научного атеизма. Вып. 12 / Редкол. А. Ф. Окулов (отв. ред.) и др.; Акад. обществ. наук при ЦК КПСС. Ин-т научного атеизма. — М.: Мысль, 1971. — С. 21—42. — 415 с. — 16 700 экз.
- Великович Л. Н. О так называемой энциклопедии современного атеизма // Вопросы научного атеизма. Вып. 13 / Редкол. А. Ф. Окулов (отв. ред.) и др.; Акад. обществ. наук при ЦК КПСС. Ин-т научного атеизма. — М.: Мысль, 1972. — С. 302—317. — 455 с. — 16 000 экз.
- Великович Л. Н. Отношения Вашингтона с Ватиканом. // США — экономика, политика, идеология. — 1972. — № 8. — С. 43—52
- Великович Л. Н. Марксистское исследование о II Ватиканском соборе // Вопросы научного атеизма. Вып. 16 / Редкол. А. Ф. Окулов (отв. ред.); Акад. обществ. наук ЦК КПСС. Ин-т научного атеизма. — М.: Мысль, 1974. — С. 309—312. — 358 с. — 18 300 экз.
- Великович Л. Н., Кейзеров Н. М. Мирное наступление социализма и кризис клерикального антикоммунизма // Вопросы научного атеизма. Вып. 18 / Редкол. А. Ф. Окулов (отв. ред.); Акад. обществ. наук ЦК КПСС. Ин-т научного атеизма. — М.: Мысль, 1975. — С. 7—23. — 389 с. — 17 000 экз.
- Великович Л. Н. Проблема евангелизации в современном католицизме // Вопросы научного атеизма. Вып. 18 / Редкол. А. Ф. Окулов (отв. ред.); Акад. обществ. наук ЦК КПСС. Ин-т научного атеизма. — М.: Мысль, 1975. — С. 239—250. — 389 с. — 17 000 экз.
- Великович Л. Н. Движение «Христиане за социализм» и социально-политическая доктрина Ватикана // Вопросы научного атеизма. Вып. 20. Актуальные проблемы истории атеизма и религии / Редкол. А. Ф. Окулов (отв. ред.); Акад. обществ. наук ЦК КПСС. Ин-т научного атеизма. — М.: Мысль, 1976. — С. 267—277. — 327 с. — 19 200 экз.
- Великович Л. Н. Церковь и проблемы войны и мира // Вопросы научного атеизма. Вып. 33. Религия и политика / Редкол. В. И. Гараджа (отв. ред.) и др.; Акад. обществ. наук ЦК КПСС. Ин-т научного атеизма. — М.: Мысль, 1985. — С. 29—49. — 303 с. — 22 700 экз.

### Научная редакция
- Зарубежные марксисты о религии и церкви: Сборник статей / Сост. д-р филос. наук Л. Н. Великович и канд. филос. наук Л. П. Курпакова. — М.: Политиздат, 1975. — 246 с.
- Религия и церковь в современную эпоху / Канд. филос. наук М. В. Андреев, д-ра филос. наук Е. М. Бабосов, Л. Н. Великович и др.]; [Редколлегия: Л. Н. Великович и др.; Акад. обществ. наук при ЦК КПСС, Ин-т науч. атеизма. — М.: Мысль, 1976. — 328 с.
- Католическая церковь в ПНР в 80-х годах: Сборник статей / Акад. обществ. наук при ЦК КПСС; Редкол.: Л. Н. Великович (отв. ред.) и др. — М.: АОН при ЦК КПСС, 1988. — 225 с.
- Католицизм: Словарь атеиста / Под общ. ред. Л. Н. Великовича. — М.: Политиздат, 1991. — 320 с. — 100 000 экз. — ISBN 5-250-00779-1.

## Публицистика
- Великович Л. Н. Заботы наследников Лойолы. // Наука и религия. 1973. № 9. С. 90—93.
- Великович Л. Н. Старые догмы и новые тенденции католицизма. // Новое время. 1973. № 21

## Награды
- Орден Красной Звезды (1944)[7]
- Орден Отечественной войны I степени (1944)[1][8]
- Медаль «За оборону Советского Заполярья»[4]

## Отзывы
В 1976 году историк Б. И. Распутнис отмечал, что «наиболее плодотворно работали и работают по проблеме политического клерикализма М. Андреев, Л. Великович, И. Григулевич, И. Домнич, Н. Ковальский, М. Мчедлов, Н. Поташинская, М. Шаронов, М. Шейнман».

В 2010 году литературовед, литературный критик, журналист, писатель и публицист Б. Г. Яковлев в своих мемуарах «Записки счастливого неудачника» вспоминал:
Преподавательский состав училища, особенно по кораблевождению, тактике ВМФ, артиллерийскому и минно-торпедному делу, другим военно-морским дисциплинам был безукоризненным. Иное дело — преподаватели общественных наук, почти все, как на подбор, талмудисты, не отрывавшие глаз от конспектов, написанных по марксистско-ленинским лекалам.
Единственное исключение представлял Л. Великович, читавший курс всеобщей истории. Мы все были покорены его эрудицией и даже не замечали, что оратором, к примеру, он совсем не был. Но этот подполковник знал историю не по шаблонам, а по реальным фактам, показывая тем самым, что историческая деятельность не поддаётся одномерной трактовке, она богата, потому что вбирает в себя всё богатство материального, социального и культурного развития человечества. Я интуитивно, по некоторым историческим экскурсам Великовича, чувствовал, что он особенно хорошо знает историю религии, в частности, католицизм.